# داستي رودز

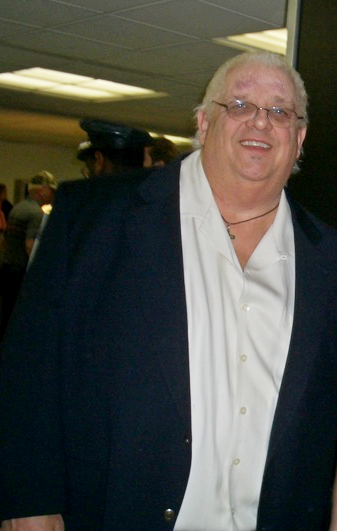

داستي رودز (بالإنجليزية: Virgil Riley Runnels, Jr.) مصارع أمريكي مخضرم وسابق يلقب بالحلم الأمريكي ولد في تكساس في 12 اكتوبر 1945 في مزرعة من عائلة مسيحية وبداء ممارسة المصارعة في عام 1971م وكان له صولات وجولات في حلبات المصارعة في الولايات المتحدة الأمريكية واشتهر بحبه لبلاده أمريكا ورفع علمها في حلبات المصارعة ولقب وقتها بالحلم الأمريكي
ولديه أولاد يعملون في المصارعة اشهرهم حاليا كودي رودز وايضا داستن رودز 
ومات في عام 2015 بسبب سكته قلبيه وتم نحت تمثال له من قبل أتحاد WWE في عام. 2016

## روابط خارجية
- داستي رودز على موقع IMDb (الإنجليزية)
- داستي رودز على موقع إن إن دي بي (الإنجليزية)
- داستي رودز على موقع قاعدة بيانات الفيلم (الإنجليزية)
- داستي رودز على موقع دبليو دبليو إي (الإنجليزية)
- داستي رودز على موقع WrestlingData.com (الإنجليزية)
- داستي رودز على موقع CageMatch worker (الإنجليزية)
- داستي رودز على موقع قاعدة بيانات المصارعة على الإنترنت (الإنجليزية)
- داستي رودز على موقع عالم المصارعة على الإنترنت (الإنجليزية)
- داستي رودز على موقع عالم المصارعة على الإنترنت (الإنجليزية)